# Щёголев, Григорий Григорьевич
Григорий Григорьевич Щёголев (19 [31] декабря 1882, Франция — 19 декабря 1956, Рязань) — советский ученый, хозяйственный, государственный и политический деятель, профессор, доктор биологических наук. Занимался изучением пиявок.

## Биография
Родился в 1882 году в Ницце.
Выпускник Московского университета. С 1906 года — на хозяйственной, общественной и политической работе. В 1906—1956 гг. — ассистент, доцент, профессор кафедры энтомологии, заведующий кафедры дарвинизма (биологической эволюции) биологического факультета МГУ им. М. В. Ломоносова, заведующий кафедрой биологии третьего Московского медицинского института.
С 1950 до 1956 года был заведующим кафедрой биологии в Рязанском медицинском институте.
Избирался депутатом Верховного Совета РСФСР 3-го созыва.
Умер в 1956 году в Рязани.

## Публикации
- Щеголев Г. Г., Федорова М. С.  Медицинская пиявка и её применение — Москва: Медгиз, 1955. — 69 с., 1 л. ил.: ил.; 20 см.
- Щеголев Г. Г. Наблюдения над яйцевыми стебельками и ростом овоцитов у струеротки (Haemoris sanguisuga Rergm.): Автореферат дис. на соискание учен. степени доктора биол. наук / Моск. ордена Ленина гос. ун-т им. М. В. Ломоносова. — [Москва]: [б. и.], [1955]. — 48 с.; 19 см.
- Щеголев Г. Г. Краткий курс эмбриологии человека — Москва — 1926.

## Награды
Орден Ленина.